# Козинцова, Марина Соломоновна
Марина Соломоновна Козинцова (30 июня 1922, Москва — 19 февраля 1998, там же) — советская яхтсменка, многократная чемпионка СССР, мастер спорта СССР, Заслуженный тренер РСФСР по парусному спорту, судья всесоюзной категории.

## Биография
Начала заниматься парусным спортом в Ленинграде в 1939 году. После переезда в Москву выступала за яхт-клубы «Энергия», «Наука» и  Московского государственного университета имени Ломоносова (МГУ). С 1946 по 1959 год семь раз становилась чемпионкой СССР в классах: «Олимпик», «М», «Л-3». 
Работала  инженером во Всесоюзном институте спортивных и туристических изделий, преподавателем в МГУ на кафедре физического воспитания, научным сотрудником во Всесоюзном научно-исследовательском институте физической культуры и спорта, тренером в спортивных обществах "Буревестник" и «Водник».
Написала  учебные пособия по парусному спорту. Участвовала в подготовке к изданию различных спортивных словарей, подготовила к Олимпийским играм 1980 года раздел по парусному спорту в русско-немецком словаре. Публиковалась в газете «Советский спорт» в качестве репортёра, во время крупных соревнований.
В 1960-е годы испытывала первые паруса из синтетической ткани лавсан, изготовленной в СССР.

## Образование
Окончила МВТУ имени Н. Э. Баумана в 1946 году.